# Maharlika 2
Die Maharlika 2 war ein philippinisches RoRo-Fracht- und Fahrgastschiff, das am 13. September 2014 während eines Schlechtwetters sank. Dabei kamen mindestens acht Passagiere und Besatzungsmitglieder zu Tode.

## Geschichte
Das Schiff wurde 1983/84 von der Werft Philippine Dockyard Company in Mariveles für die philippinische Regierung gebaut. Im November 1983 lief das Schiff mit der Baunummer 7 vom Stapel und 1984 wurde es in Fahrt gesetzt. Der Entwurf des Schiffes fußte auf dem 1983 von der Werft Niigata Shipbuilding & Repair in Niigata abgelieferten Schwesterschiff Maharlika 1. Das Schiff verband Routen der Pan-Philippinischen Straße beispielsweise über die San-Bernardino-Straße und in der Mindanaosee.
Seit dem Auslaufen am 13. September 2014 um 11:30 Uhr befand sich die Fähre mit über 120 Personen und 13 Fahrzeugen an Bord auf einer Reise von Liloan nach Surigao City in der Nähe von San Ricardo in Southern Leyte, als es gegen Abend in ein Schlechtwettergebiet geriet. Um etwa 21 Uhr wurde das Signal zum Verlassen des Schiffes gegeben, welches daraufhin nordwestlich der Insel Panoan sank. 113 Personen wurden geborgen, mindestens acht Personen starben, weitere drei Personen blieben später vermisst.